# Józef Nykiel
Józef Nykiel (ur. 1934, zm. 21 grudnia 2022) – polski konserwator sztuki, prof. sztuk plastycznych.

## Życiorys
29 listopada 1989 uzyskał tytuł profesora sztuk plastycznych. Został zatrudniony na stanowisku kierownika w Katedrze Technologii i Technik Dzieł Sztuki, w latach 1981–1984 oraz 1999–2002 pełnił funkcję dziekana na Wydziale Konserwacji i Restauracji Dzieł Sztuki Akademii Sztuk Pięknych im. Jana Matejki w Krakowie.